# هند أباد
هند أباد هي قرية في مقاطعة سردشت، إيران. عدد سكان هذه القرية هو 428 في سنة 2006.